# Athlète de Fano
 (juin 2025).
L'Athlète de Fano, également connu sous le nom Jeune Vainqueur ou Lysippe de Fano est une sculpture grecque en bronze, réalisée entre 300 et 100 av. J.-C. Elle fait partie des collections du J. Paul Getty Museum, à Pacific Palisades, en Californie. 

## Contexte
De nombreux bronzes sous-marins ont été découverts le long de la côte égéenne et méditerranéenne :  en 1900, des plongeurs d’éponges ont trouvé lÉphèbe d'Anticythère et la tête de portrait d’un stoïcien, le dieu de l'Artémision  en 1926, l’Apoxyomène de Croatie en 1996 et divers bronzes jusqu’en 1999.  Lathlète de Fano a été retrouvé à l’été 1964 dans la mer au large de Fano sur la côte adriatique de l’Italie, accroché dans les filets d’un chalutier italien. À l’été 1977, le J. Paul Getty Museum a acheté la statue de bronze et elle se trouve toujours dans la Villa Getty à Malibu, en Californie. Bernard Ashmole, archéologue et historien de l’art, a été invité à inspecter la sculpture par un marchand d’art munichois, Heinz Herzer ; lui et d’autres érudits l’ont attribué à Lysippe, un sculpteur prolifique de l’art grec classique.
En mai 2024, la Cour européenne des droits de l'homme valide l'ordre de restitution de l'athlète de Fano à l'Italie.

## Technique et description
La sculpture entière a été coulée en une seule pièce. Cette technique de coulée est appelée méthode de la « cire perdue ».
La sculpture faisait peut-être partie des statues d'athlètes victorieux d'un sanctuaire panhellénique comme Delphes ou Olympie.
La main droite de l'éphèbe touche la couronne d'olivier du vainqueur.
Il semble probable qu'un navire romain transportant des objets pillés était en route vers l'Italie lorsqu'il a sombré. La statue a été grossièrement séparée de son ancienne base, brisant les chevilles.